# ألجيرنون سميث
ألجيرنون سميث (بالإنجليزية: Algernon Smith)‏ هو عسكري أمريكي، ولد في 17 سبتمبر 1842 في نيويورك في الولايات المتحدة، وتوفي في 25 يونيو 1876 في مونتانا في الولايات المتحدة بسبب قتل في المعركة.